# Akira Narahashi
Akira Narahashi (jap. 名良橋晃 Narahashi Akira; ur. 26 listopada 1971 w Chibie) – japoński piłkarz, reprezentant kraju, grający na pozycji obrońcy. 

## Kariera klubowa
Jako piłkarz grał w takich klubach jak Shonan Bellmare i Kashima Antlers. W 2007 zakończył karierę piłkarską.

## Kariera reprezentacyjna
Karierę reprezentacyjną rozpoczął w 1994. Został powołany na MŚ 1998. Uczestnik Pucharu Konfederacji 2003. Po raz ostatni w reprezentacji zagrał w 2003, dla której wystąpił w 38 spotkaniach.